# Витте, Павел Яковлевич де
Павел Яковлевич де Витте (Де-Витте, Девитте, Девитт) (1796—1864) — участник Отечественной войны 1812 г. и заграничных походов русской армии 1813—1814 гг., член Генерал-аудиториата, генерал от инфантерии.

## Биография
Павел Яковлевич де Витте родился 29 июня (10 июля) 1796 года в семье уроженца Голландии, поступившего в 1783 году на русскую службу, Якова Яковлевича де Витте  — видного военного инженера в царствования Павла I и Александра I, члена Департамента водяных коммуникаций, инженер-генерала. Известность получили также братья Павла Яковлевича — генерал-майоры Пётр Яковлевич (служивший по ведомству путей сообщения) и генерал-майор Эдуард Яковлевич (военный инженер) де Витте.
Де Витте поступил на военную службу в возрасте 13 лет в 1809 году и 9 марта 1812 года был произведён из подпрапорщиков лейб-гвардии Преображенского полка в прапорщики в тот же полк. В рядах своего полка юный офицер принял участие в Отечественной войне 1812 года (в том числе в Бородинской битве) и заграничных походах русской армии 1813—1814 годов (сражение при Кульме, взятие Парижа), получив в 1813 году чин подпоручика и орден Святой Анны 4-й степени.
Продолжая по окончании войны службу в полку, де Витте быстро повышался в чинах (в 1817 году поручик, с 20 декабря 1819 года штабс-капитан, с 20 февраля 1821 года капитан) и 22 апреля 1823 года, в возрасте 26 лет, был произведён в полковники с переводом в лейб-гвардии Измайловский полк, в котором командовал батальоном. На следующий день после своего вступления на престол Николай I пожаловал полковника де Витте во флигель-адъютанты. Вместе с лейб-гвардии Измайловским полком де Витте принимал участие в Русско-турецкой войне 1828—1829 годов и в подавлении восстания в Польше в 1831 году (в том числе во взятии Варшавы).
Произведённый 22 августа 1831 года в генерал-майоры, Де Витте 24 октября того же года был назначен командиром лейб-гвардии Литовского полка и занимал эту должность в течение десяти лет, до 22 сентября 1841 года, с 1836 года одновременно командуя 5-й пехотной гвардейской бригадой, а в 1840 году — временно и 3-й гвардейской пехотной дивизией.
По словам автора полковой истории лейб-гвардии Литовского полка А. Н. Маркграфского, де Витте «был образованный, гостеприимный и любезный человек». Характеризуя период его командования полком, Маркграфский отмечает:

Во время своего десятилетнего командования полком П. Я. Девитт был внимателен к нуждам подчинённых, добр и не любил строгих мер, особенно по отношению к офицерам. Объявляя в приказах о найденных им в полку неисправностях или упущениях по службе, он не любил упоминать фамилии провинившихся офицеров. Если в крайних случаях и приходилось иногда прибегать к мерам строгости, то Павел Яковлевич в своих приказах сопровождал их мягкими выражениями и сожалением о случившемся.

22 сентября 1841 году де Витте был назначен командующим 3-й пехотной дивизией (с оставлением в списках лейб-гвардии Литовского полка, в которых он числился до конца жизни), 11 апреля 1843 года произведён в генерал-лейтенанты с утверждением в должности начальника дивизии, а в 1847 году перемещён на должность начальника 1-й гренадерской дивизии.
В 1855 году де Витте являлся командующим 3-й гвардейской резервной пехотной дивизией и временным членом Комитета о составлении воинского пехотной службы устава, а затем, в том же году, был назначен членом Генерал-аудиториата Военного министерства. 10 марта 1862 года произведён в генералы от инфантерии.
Во время празднования в 1863 году 50-й годовщины сражения при Кульме Александр II пригласил на торжественный приём в Царском Селе всех здравствовавших кавалеров Кульмского железного креста, в том числе и генерала от инфантерии де Витте.
Умер 17 (29) августа 1864 года и был похоронен на Свято-Троицком кладбище в Ораниенбауме.

## Награды
За свою службу де Витте имел многочисленные награды, в их числе:
- Орден Святой Анны 4-й степени (1813 год)
- Прусский Знак отличия Железного креста (Кульмский крест) (1813 год)
- Орден Святой Анны 2-й степени (на 1827 год)
- Орден Святого Владимира 3-й степени (1829 год)
- Польский Знак отличия за военное достоинство (Virtuti Militari) 2-й степени (1831 год)
- Орден Святого Станислава 1-й степени (1835 год)
- Орден Святой Анны 1-й степени (1837 год; Императорская корона к этому ордену пожалована в 1839 году)
- Орден Святого Георгия 4-й степени (29 ноября 1837 года, за беспорочную выслугу 25 лет в офицерских чинах, № 5520 по кавалерскому списку Григоровича — Степанова)
- Орден Святого Владимира 2-й степени (1845 год)
- Орден Белого орла (1848 год)
- Знак отличия за XLV лет беспорочной службы (1859 год)